# Thaon-les-Vosges (commune nouvelle)
Thaon-les-Vosges is een gemeente in het Franse departement Vosges in de regio Grand Est. De gemeente maakt deel uit van het kanton Golbey en het arrondissement Épinal.

## Geschiedenis
De commune nouvelle is op 1 januari 2016 gevormd door de fusie van de gemeenten Girmont, Oncourt en Thaon-les-Vosges. Deze laatste werd de hoofdplaats van de fusiegemeente. Van haar vorming op 1 januari 2016 tot eind 2021 heette de gemeente Capavenir Vosges.

## Geografie
De oppervlakte van Thaon-les-Vosges bedraagt 28,37 vierkante kilometer; Op 1 januari 2022 was de bevolkingsdichtheid 297,3 inwoners per km².
De onderstaande kaart toont de ligging van Thaon-les-Vosges met de belangrijkste infrastructuur en aangrenzende gemeenten.

## Verkeer en vervoer
In de gemeente ligt spoorwegstation Thaon.